# Antoine Quatresoux de Parctelaine
Antoine Quatresoux de Parctelaine (1786-1835) fue un historiador, militar y escritor de Francia.
Entre los beneficios de los ocios de Quatresoux de Parctelaine dedicóse  constantemente a la literatura, nosotros citaremos: Historia de la guerra contra los albigenses, 1833, in-8º.

## Biografía
Antoine nació en Épernay el 30 de octubre de 1786 y tras realizar buenos estudios, entró en los vélites o soldados armados a la ligera de la Guardia Imperial, donde concluyó las últimas guerras napoleónicas, con el grado de subteniente, dejando la milicia en 1814 para atender a sus trabajos literarios.
Antoine, en su faceta intelectual, compatriota del actor de París Demousseaux, comenzó por laborar composiciones dramáticas y ensayos que presentó a la Comedia Francesa; mas desalentado por promesas ficticias y de halagos fraudulentos, abandona el género trágico o tragedia y retorna al estudio de la Historia con un espíritu diligente y avezado, meticuloso de aupar a la gloria de la Francia el monumento histórico que le faltaba todavía.
La largas, arduas y agotadoras investigaciones que le obligaban a Antoine sus nuevas ocupaciones consumieron los frágiles recursos que le ofrecía su módico patrimonio y tuvo que abandonar los estudios para procurarse los medios de subsistencia lo antes posible, aceptando en febrero de 1824, la plaza de director de puestos militares en Figueras, Cataluña, España.
Antoine, admitido en agosto de 1825 en la intendencia de la Casa de Carlos X de Francia, se halló  con un empleo afable que le permitió retornar a su vida erudita, con demasiada vehemencia que tiempo después le hizo perder la razón y falleció en 19 de mayo de 1835 en Mandres.
Antoine publicó entre otros trabajos, aparte de dejar otros manuscritos que nunca se publicaron, una historia de la guerra contra los albigenses; reglas de la tragedia y varias tragedias, una de ellas en cinco actos y en verso cuya heroína de este drama es Deuteria de Auvergne, reina de Aquitania, esposa de Teodeberto I, otra sacada de la historia de un mongol y una sobre la esposa del rey de Polonia Segismundo I Jagellón el Viejo; efemérides de Francia, cuyo manuscrito se hallaba en el museo del Louvre; atlas histórico y de departamentos de Francia; notas de la historia de Francia que son las crónicas que utilizó Antoine para escribir su obra; historia de Francia dividido por reinos hasta el advenimiento de Carlos VII de Francia; una misa remarcable por su gran belleza.

## Obras
- Histoire de la guerre contre les Albigeois, París, 1833, in.8º.
- Regles de la tragedie,
- Abderame et Zoraime
- Deuterie
- Azemire
- Lucrece
- Artur de Bretagne
- Gonzalve de Cordove
- Barbe de Radziwil
- Ephemerides de France
- Atlas historique et departemental de la France
- Notes sur les historiens de France
- Histoire de France